# Claire de Rimini
Claire de Rimini, née Chiara Agolanti à Rimini en 1280 et morte le 10 février 1326 dans cette même ville, est une religieuse italienne de l'ordre des Clarisses, considérée comme bienheureuse par l'Église catholique.

## Vie
Claire appartient à une famille très riche de Rimini mais vit dans la pauvreté dès son jeune âge sur les conseils de sa mère puis de son mari. Mais sa jeunesse et sa beauté la poussent à mener une vie de dissipation et de péché. 
Son père, son frère et son mari meurent le même jour alors qu'ils sont en guerre contre les Malatesta, de sorte que toute la richesse de la famille se retrouve dans les mains de la jeune veuve.
À l'âge de 34 ans, alors qu'elle assiste à la messe dans l'église des Frères Franciscains, elle entend une voix mystérieuse qui lui dit de réciter le Notre Père et le Je vous salue Marie au moins une fois avec ferveur et attention. Claire obéit et, ne sachant pas d'où vient cette demande, elle entame une réflexion qui l'amène à la décision d'entrer dans le Tiers-Ordre franciscain pour expier ses péchés en menant une vie de pénitence. 
Elle devient vite un modèle de vertus, mais surtout de charité. 
Plus tard, avec la bénédiction de Mgr Guido Abasio, elle entre dans l'ordre des Clarisses et devient supérieure du couvent Notre-Dame-des-Anges de Rimini.

## Culte
À sa mort, son corps est d'abord placé dans la cathédrale de Rimini, où se développe un culte populaire autour de son tombeau.  En 1782, le pape Pie VI approuve son culte en tant que bienheureuse. Lors de la Seconde Guerre mondiale, son corps est transposé dans l'église Sainte-Marie de Rimini.
Le Martyrologe romain, qui fixe sa fête liturgique au 10 février, la définit comme une « veuve qui a expié sa vie dissolue passée par la pénitence, la mortification de la chair et le jeûne et qui a rassemblés ses compagnons dans un monastère, où elle a servi le Seigneur dans un esprit d'humilité ».